# Dolorosa : In memoriam
Dolorosa : In memoriam, op. 138, est une œuvre de la compositrice Mel Bonis, datant de 1932.

## Composition
Mel Bonis compose son Dolorosa : In memoriam pour piano en 1932. L'œuvre est dédiée à Françoise Domange, l'épouse de son fils Édouard Domange. Elle est publiée à titre posthume en 1999 par les éditions Armiane puis en 2006 par Furore.

## Analyse
L'œuvre est composée très tardivement, après la mort du fils de Mel Bonis, mort peu avant son 39e anniversaire.

## Edition actuelle
- in Mel Bonis, œuvre pour piano, Voume 7, Pièces pittoresques et poétiques C ; Editions Furore, 2006

## Sources
- Étienne Jardin, Mel Bonis (1858-1937) : parcours d'une compositrice de la Belle Époque, 2020 (ISBN 978-2-330-13313-9 et 2-330-13313-8, OCLC 1153996478, lire en ligne)